# Ghiacciaio Viéville
Il ghiacciaio Viéville è un ampio ghiacciaio largo circa 6 km situato sull'Isola di re Giorgio, la più grande delle Isole Shetland Meridionali, a nord del termine della Penisola Antartica. Il ghiacciaio si trova in particolare nella parte occidentale della costa meridionale dell'isola, dove fluisce verso sud-ovest, lungo il versante occidentale del duomo Cracovia, fino a entrare nella baia dell'Ammiragliato, tra punta Manczarski e punta Hennequin.

## Storia
Il ghiacciaio Viéville è stato mappato durante la spedizione francese in Antartide svoltasi dal 1908 al 1910 al comando di Jean-Baptiste Charcot, ed è stato così battezzato proprio da quest'ultimo, anche se non si conosce in onore di chi o di che cosa.